# Вестерн (Небраска)
Вестерн (енгл. Western) град је у америчкој савезној држави Небраска.

## Демографија
По попису из 2010. године број становника је 235, што је 52 (-18,1%) становника мање него 2000. године.
| Група             | 2000.       | 2010.       |
| Белци             | 281 (97,9%) | 221 (94,0%) |
| Афроамериканци    | 0 (0,0%)    | 0 (0,0%)    |
| Азијати           | 0 (0,0%)    | 3 (1,3%)    |
| Хиспаноамериканци | 0 (0,0%)    | 11 (4,7%)   |
| Укупно            | 287         | 235         |